# Malur
Malur è una città dell'India di 27.791 abitanti, situata nel distretto di Kolar, nello stato federato del Karnataka. In base al numero di abitanti la città rientra nella classe III (da 20.000 a 49.999 persone).

## Geografia fisica
La città è situata a 13° 00' 09 N e 77° 56' 26 E.

## Società

### Evoluzione demografica
Al censimento del 2001 la popolazione di Malur assommava a 27.791 persone, delle quali 14.214 maschi e 13.577 femmine. I bambini di età inferiore o uguale ai sei anni assommavano a 3.530, dei quali 1.820 maschi e 1.710 femmine. Infine, coloro che erano in grado di saper almeno leggere e scrivere erano 18.733, dei quali 10.419 maschi e 8.314 femmine.